# José Carlos da Costa Araújo
José Carlos da Costa Araújo (Río de Janeiro, 7 de febrero de 1962 - Río de Janeiro, 24 de julio de 2009), conocido futbolísticamente como Zé Carlos, fue un futbolista brasileño, que jugó en la posición de portero. A nivel internacional, formó parte de la selección de Brasil en el Mundial de fútbol de 1990.

## Carrera
A lo largo de su carrera (1983–2000) jugó en equipos como el Americano de Campos, Flamengo, Rio Branco, Cruzeiro, Vitória, XV de Piracicaba, América y el Tubarão. También jugó en Portugal, defendiendo la portería deñ Vitória de Guimarães, SC Farense y el Felgueiras.
El mejor momento de su carrera fue su etapa por el Flamengo, a finales de los ochenta, donde ganó una Copa União de 1987 y un Campeonato Carioca de 1986.
Paralelamente, fue llamado por la selección de Brasil, casi siempre como portero suplente de Taffarel. Este fue el caso de los Juegos Olímpicos de Seúl 1988, donde se colgó la medalla de plata. Jugó en dos ocasiones en 1989. De todas maneras, en el Mundial de Fútbol de 1990, fue el tercer portero por detrás de Taffarel y Acácio.

## Muerte
Zé Carlos murió el 24 de julio de 2009 después de un cáncer abdominal, después de estar ingresado más de un mes en un hospital de Río de Janeiro.

## Clubes

### Como jugador
| Club                 | País     | Año       |
| -------------------- | -------- | --------- |
| Americano            | Brasil   | 1983      |
| Flamengo             | Brasil   | 1983      |
| Rio Branco           | Brasil   | 1984      |
| Flamengo             | Brasil   | 1984-1991 |
| Cruzeiro             | Brasil   | 1992      |
| Farense              | Portugal | 1992-1994 |
| Vitória de Guimarães | Portugal | 1994-1995 |
| Felgueiras           | Portugal | 1995-1996 |
| Flamengo             | Brasil   | 1996-1997 |
| Vitória              | Brasil   | 1997      |
| XV de Piracicaba     | Brasil   | 1998      |
| América              | Brasil   | 1999      |
| Tubarão              | Brasil   | 2000      |

## Palmarés

### Participaciones en Juegos Olímpicos
| Olimpiadas               | Sede | Resultado  |
| ------------------------ | ---- | ---------- |
| Juegos Olímpicos de 1988 | Seúl | Subcampeón |